# ウィリアム・J・ロング
ウィリアム・J・ロング（William J. Long、1867年 - 1952年）は、アメリカの作家、野生動物観察家、プロテスタントの牧師。

## 人物
Simon & Schuster社のウィリアム・J・ロングのバイオグラフィーの日本語訳
キリスト連合教会（American United Church of Christ）の牧師であり、また20世紀初頭に活躍した著名なナチュラリスト。20冊を超える著作があり、"School of the Woods" "Secrets of the Woods" "Brier-Patch Philosophy"などがよく知られている。
ロングは1892年、ハーバード大学で学士号を取得。ブリッジウォーター 州立大学（マサチューセッツ州）で教科課程を終了し、３年間高校の校長を務めた。その後、神学をアンドーヴァー神学校にて学ぶ。またロングはヨーロッパに留学し、ベルリン自由大学、パリ大学、ハイデルベルク大学で学ぶ。1897年、ハイデルベルク大学で修士号、博士号を取得。ローマでは、バチカン図書館で学んだ。
牧師としての仕事のかたわら、ロングは歴史、文学、自然について執筆をしていた。自然についての書籍は、主として子どもや若い人々のために書かれた。1903年、アメリカのナチュラリスト、自然保護活動家のジョン・バローズ（1837〜1921年)が、ロングをはじめとするネイチャー・ライターを「野生動物を擬人化している」として批判し、「ネイチャー・ライティングを冒涜する最悪の作家たち」と決めつけた。バローズの見解を受けて、当時のアメリカ大統領セオドア・ルーズベルトは「自然を偽るペテン師」と呼び、子どもへの悪影響を訴えた。その後ニューヨーク・タイムスが伝えたところによると、ロングの著作『The Ways of Wood Folk』と『The Wood Folk at Home』が、フィラデルフィアの公立学校から排除された。しかしその翌年、ロングの著作『History of English Literature』が出版されると、幅広い層から高い評価を受け、その後の数年間、その分野でベストセラーとなった。
ロングの死後の1956年、娘のロイス・ロング（1901〜1974年、「ニューヨーカー」のライター）によって発見された最後の作品『The Spirit of the Wild』が出版された。

○以下は英語版Wikipedia(William J. Long)からの抄訳
アーネスト・シートン（1860年〜1946年）と同世代、レイチェル・カーソン（1907年〜1964年）の親世代にあたる。コネチカット州に居住。毎年３月になると、アメリカ最北東部のメイン州を旅し、野生動物の観察をつづけた。その旅に息子と娘２人をつれていくこともあった。冬を超えての滞在もときにしている。
20世紀初頭、アメリカで自然文学をめぐる論争が起きたとき、シートンなどとともに、ロングはその渦中に置かれた。ロングの自然観察による著作は、動物を擬人化している、本を売るために面白おかしく書いているだけ、などという非難を一部から受けた。中でも当時のアメリカ大統領ルーズベルトとの論争は有名である。ルーズベルトがロングの著作を「擬人化」などの言葉で揶揄したことに対して、ロングは「手に銃を持ち、馬車や馬の背に乗って集団で野に出る人々に、自然を理解することはできない」と返している。そして狩りを趣味とする大統領を、「自分が殺した動物しか見たことがない」と言って非難した。ルーズベルトはロングの著作を、学校の図書館から追放したと言われている。
長年の観察からロングは、動物は経験から学ぶ能力があり、それを充分に生かして生活していると考えており、それまで信じられていた「動物は本能で生きている」という考え方に異を唱えた。しかしロングの思想は、動物と人間の境界をあいまいにするなどの理由で、なかなか受け入れられなかった。

## 日本語に訳されている作品
"Wood-folk Comedies: The Play of Wild-Animal Life on a Natural Stage" (1920)より
- 「ビーバーとカワウソが出会ったら」
- 「鳥たちの食卓」
- 「黒衣のエンターテイナー」

"Secrets of the Woods" (1901)より
- 「かわうそキーオネクは釣り名人」

"Wood Folk at School" (1903)より
- 「なまけものの楽しみ」

"Ways of Wood Folk" (1902)より
- 「スズメバチに、禁酒の教え」

"A Little Brother to the Bear" (1903)より
- 「動物たちの外科手術」

＊英語原典は英語版ウィキペディアのWilliam J. Longを参照してください。